# Sarrance
 Sarrance   (en euskera Zarrantza o Sarrantze, en occitano Sarrança) es una población y comuna francesa, en la región de Aquitania, departamento de Pirineos Atlánticos, en el distrito de Oloron-Sainte-Marie y cantón de Accous.
Su edificio más destacado es el antiguo monasterio de Saint Norbert, construido en el año 1.314, que hoy pertenece a la orden religiosa Prémontré y da refugio a aquellos peregrinos que recorren el Camino de Santiago.

## Demografía
| 1 108 | 915 | 1 079 | 1 130 | 1 226 | 1 212 | 1 271 | 1 230 | 1 206 | 1 171 | 1 140 | 1 008 | 953 | 910 | 868 | 785 | 777 | 753 | 722 | 765 | 815 | 569 | 585 | 602 | 495 | 452 | 342 | 429 | 214 | 224 | 229 | 228 | 233 | 214 |
| Para los censos de 1962 a 1999 la población legal corresponde a la población sin duplicidades (Fuente: INSEE [Consultar]) |     |       |       |       |       |       |       |       |       |       |       |     |     |     |     |     |     |     |     |     |     |     |     |     |     |     |     |     |     |     |     |     |     |